# Municipio de Pleasant Ridge (Misuri)
El municipio de Pleasant Ridge (en inglés: Pleasant Ridge Township) es un municipio ubicado en el condado de Barry en el estado estadounidense de Misuri. En el año 2010 tenía una población de 486 habitantes y una densidad poblacional de 9,7 personas por km².

## Geografía
El municipio de Pleasant Ridge se encuentra ubicado en las coordenadas 36°53′36″N 93°47′40″O / 36.89333, -93.79444. Según la Oficina del Censo de los Estados Unidos, el municipio tiene una superficie total de 50.11 km², de la cual 50,07 km² corresponden a tierra firme y (0,08 %) 0,04 km² es agua.

## Demografía
Según el censo de 2010, había 486 personas residiendo en el municipio de Pleasant Ridge. La densidad de población era de 9,7 hab./km². De los 486 habitantes, el municipio de Pleasant Ridge estaba compuesto por el 96,5 % blancos, el 0,21 % eran afroamericanos, el 1,44 % eran amerindios, el 0,21 % eran asiáticos, el 0,21 % eran de otras razas y el 1,44 % eran de una mezcla de razas. Del total de la población el 1,85 % eran hispanos o latinos de cualquier raza.